# Marianne North

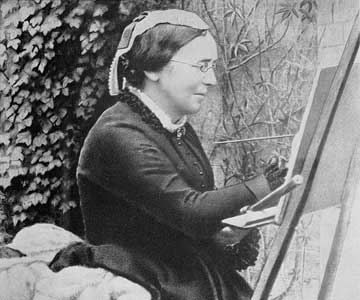
Julia Margaret Cameron: Porträtfotografie von Marianne North, um 1870

Marianne North (* 24. Oktober 1830 in Hastings, England; † 30. August 1890 in Alderley, Gloucestershire) war eine englisch-britische Künstlerin, deren Schaffensschwerpunkt auf der Darstellung von botanischen Motiven lag.

## Leben

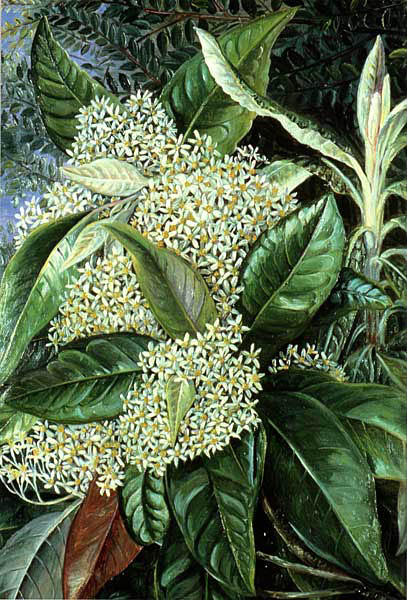
Olearia argophylla

Marianne North war eine Tochter des wohlhabenden Landbesitzers und Politikers Frederick North und seiner Ehefrau Janet North, geborene Marjribanks. Sie besuchte eine Schule in Norwich, erhielt aber keine systematische Schulausbildung. Sie bekam von der Konzertsängerin Charlotte Helen Sainton-Dolby Gesangsunterricht. Als ihre Stimme versagte, widmete sie sich bald ganz der Malerei. Zwischen 1847 und 1850 wurde sie von verschiedenen Lehrern im Zeichnen unterrichtet. Nach dem Tod ihrer Mutter († 1855) begleitete sie ihren Vater oft auf dessen Reisen. Diese führten sie nach Europa, Syrien und Ägypten. Sie nutzte diese Aufenthalte, um zahlreiche Pflanzenzeichnungen anzufertigen. Im Jahr 1869 starb ihr Vater und hinterließ ihr ein beachtliches Vermögen.
Marianne North war eine für damalige Verhältnisse ungewöhnlich weit gereiste Frau. Auf der Suche nach neuen Motiven bereiste sie die ganze Welt, unter anderem Brasilien, Japan, Borneo, Java, Indien, Australien, Ceylon und die Kanarischen Inseln. Eines ihrer liebsten Ziele auf den Seychellen war North Island. Um ihre Bilder auszustellen, ließ North eine eigene Halle in den Kew Gardens erbauen. Im Jahr 1882 konnte ihre Galerie eröffnet werden. Ihre Kunstwerke sind heute noch im Botanischen Garten (Marianne North Gallery) in Kew, London, ausgestellt.
2021 konnte eines ihrer Werke zur Identifizierung neuer Arten innerhalb der Kaffeegattung (Rubiaceae) aus Borneo beitragen. Das entsprechende Gemälde wies bemerkenswerte Ähnlichkeiten mit einer unklassifizierten Pflanzenprobe auf, die 1973 auf einer Forschungsreise gesammelt wurde. Diese Entdeckung führte zur offiziellen Klassifizierung eines neuen Gewächses, das  North zu Ehren den Namen Chassalia northiana erhielt. Weitere Pflanzenarten wurden ihr zu Ehren benannt, darunter die Areca northiana, Crinum northianum, Kniphofia northiana, Nepenthes northiana und Northea seychellana.
Mit dem Naturforscher Charles Darwin und mit dem US-Präsidenten Ulysses S. Grant pflegte sie eine innige Freundschaft.
Der Wert ihrer Pflanzenzeichnungen besteht nicht nur in der künstlerischen Darstellung, sondern auch in der Dokumentation einer vom Aussterben bedrohten Vegetation.

## Publikationen
- A Vision of Eden: The Life and Work of Marianne North: Life and Works of Marianne North. Webb & Bower, 1986, ISBN 0-906-67118-3.
- Recollections of a Happy Life: Being the Autobiography of Marianne North. University of Virginia Press, 1993, ISBN 0-813-91469-8.
- Abundant Beauty: The Adventurous Travels of Marianne North, Botanical Artist. Hg. v. Laura Ponsonby. Greystone, 2010, ISBN 978-1-55365-541-1.

## Belege
1. 1 2 3 4  Renate Strohmeier: Lexikon der Naturwissenschaftlerinnen und naturkundigen Frauen Europas: von der Antike bis zum 20. Jahrhundert. H. Deutsch, Thun 1998, ISBN 978-3-8171-1567-9, S. 207.
2. ↑  Tian Yi Yu, Ian M. Turner, Martin Cheek: Revision of Chassalia (Rubiaceae-Rubioideae-Palicoureeae) in Borneo, with 14 new species. In: European Journal of Taxonomy. Band 738, 9. März 2021, ISSN 2118-9773, S. 1–60, doi:10.5852/ejt.2021.738.1261 (europeanjournaloftaxonomy.eu [abgerufen am 26. Februar 2025]).